# (456) Abnoba
(456) Abnoba est un astéroïde de la ceinture principale découvert par Max Wolf et Friedrich Schwassmann le 4 juin 1900.
L’astéroïde est nommé d’après la déesse celtique Abnoba.